# Lorentz Hansson Törne
Lorentz Hansson Törne, född 1664 i Sankt Nikolai församling, Stockholm, död 5 juni 1739 i Stockholm, var en svensk ämbetsman.

## Biografi
Lorentz Hansson Törne föddes 1648 och döptes 9 mars samma år i Sankt Nikolai församling, Stockholm. Han var son till borgmästaren Hans Olofsson Törne och Ingrid Carlsdotter Ekebom. Törne blev 3 juli 1688 kammarskrivare i kammarkollegium och 1689 fältkassör. Han blev 19 augusti 1689 kammarförvant i kammarkollegium och 15 september 1694 kamrer i militiekontoret. Från 25 september 1694 var han verksam i andra provinskontoret. Han adlades 15 juni 1698 till Törne och introducerades 1719 i Sveriges riddarhus som nummer 1419. Törne avled 1739 i Stockholm och begravdes i Riddarholmskyrkan.

### Familj
Törne gifte sig 1699 med Maria von Boij (1681–1744). Hon var dotter till assessorn Anton von Boij och Magdalena Coyet. De fick tillsammans barnen Anton Törne (född 1701), kaptenslöjtnanten Hans Törne (1703–1738) vid amiralitetet, Magdalena Törne (född 1704) och Carl Törne (född 1705).
.